# La República (Colombie)
La República est un journal économique de Colombie. Son siège principal est à Bogota. Il a une diffusion supérieure à 170 000 lecteurs et un tirage national de 73 500 exemplaires[citation nécessaire].
Fondé en 1954 par Mariano Ospina Pérez, alors candidat à sa réélection à la présidence, et Julio C. Hernández, gérant d'El Colombiano. Actuellement, La República est la propriété à 90 % du journal antioqueño El Colombiano et de Jorge Hernández Restrepo.